# 政治的自決
政治的自決（せいじてきじけつ、英：political self-determination）とは、内的自決の政治的側面、すなわち自らの政府を自由に決めることができる権利を指す。
民族自決には「外的自決」と「内的自決」の2つの意味があり、内的自決にはさらに政治的側面の「政治的自決」と経済的側面の「経済的自決」がある。

## 国際文書における「政治的自決」

### 大西洋憲章(1941)
政治的自決は国際連合憲章以前にもみられる現象であった。アメリカ大統領フランクリン=ローズヴェルトとイギリス首相チャーチルの間で合意された大西洋憲章では、関係国民の希望と一致しない領域変更が認められておらず、すべての国民が生活する政体を選択する権利が尊重された。

### 国際連合憲章(1945)
第二次世界大戦後、国際連合憲章第1条2項、第55条で自決権が友好関係を発展させるための原則の1つとして規定された。

### 植民地独立付与宣言(1960採択)
1960年に採択された「植民地独立付与宣言」第2項は、政治的自決の手がかりを与える規定であると解されている。

### 国際人権規約(1966採択)
1966年の国際人権規約共通第一条では、政治的自決の享有主体は「すべての人民」となったが、国連の実行は必ずしもそれと一致していない。

### 友好関係原則宣言(1970採択)
1970年の「友好関係原則宣言」には「人種、信条又は皮膚の色による差別なく領域に属するすべての人民を代表する政府を有する主権独立国家」のみが「領土保全又は政治的統一」を主張することができると規定する留保条項がある。

## 国際連合における実践
国際人権規約共通第一条には「すべての人民は、その政治的地位を自由に決定し」と書かれているが、国際連合における実践は、植民地支配下の人民か、外国の支配下の人民か、あるいは人種差別政権の下の人民に限定された。